# Tropicus imperator
Tropicus imperator – gatunek chrząszcza z rodziny różnorożkowatych i podrodziny Heterocerinae.
Gatunek ten został opisany w 1964 roku przez Francisco Pacheco.
Chrząszcz ten został wykazany z Argentyny, Boliwii, Brazylii oraz z paragwajskiego departamentu Boquerón.